# Joël Piroe
Joël Mohammed Ramzan Piroe (Wijchen; 2 de agosto de 1999) es un futbolista neerlandés que juega como delantero en el Leeds United F. C. de la Premier League.

## Trayectoria

### Swansea City A. F. C.
El 2 de julio de 2021 fue transferido al Swansea City Association Football Club, equipo galés de la English Football League Championship, en un acuerdo de tres años con monto no revelado, siendo reportado en la región de ser aproximado a £1 millón, con el potencial de ser aumentado a £2 millones. Debutó con el club el 10 de agosto, durante la Copa de la Liga de Inglaterra 2021-22, en una victoria 3:0 ante el Reading F. C., donde además anotó el tercer gol del encuentro. En su primera campaña consiguió ver puerta en 24 ocasiones, en la segunda fueron veinte los tantos que consiguió y, al inicio de la tercera, se marchó al Leeds United F. C.

## Estadísticas

### Clubes
Actualizado al último partido disputado el 16 de enero de 2022.
| Club                              | Div.          | Temporada     | Liga  | Liga  | Liga   | Copas | Copas | Copas  | Internacional | Internacional | Internacional | Total | Total | Total  | Media goleadora |
| Club                              | Div.          | Temporada     | Part. | Goles | Asist. | Part. | Goles | Asist. | Part.         | Goles         | Asist.        | Part. | Goles | Asist. | Media goleadora |
| --------------------------------- | ------------- | ------------- | ----- | ----- | ------ | ----- | ----- | ------ | ------------- | ------------- | ------------- | ----- | ----- | ------ | --------------- |
| Jong PSV · Países Bajos           | 2.ª           | 2016-17       | 11    | 2     | 2      | —     | —     | —      | —             | —             | —             | 11    | 2     | 2      | 0.18            |
| Jong PSV · Países Bajos           | 2.ª           | 2017-18       | 6     | 0     | 1      | —     | —     | —      | —             | —             | —             | 6     | 0     | 1      | 0               |
| Jong PSV · Países Bajos           | 2.ª           | 2018-19       | 29    | 11    | 6      | —     | —     | —      | —             | —             | —             | 29    | 11    | 6      | 0.38            |
| Jong PSV · Países Bajos           | 2.ª           | 2019-20       | 2     | 1     | 3      | —     | —     | —      | —             | —             | —             | 2     | 1     | 3      | 0.5             |
| Sparta de Róterdam · Países Bajos | 1.ª           | 2019-20       | 18    | 2     | 0      | 2     | 0     | 0      | —             | —             | —             | 20    | 2     | 0      | 0.1             |
| Jong PSV · Países Bajos           | 2.ª           | 2020-21       | 8     | 2     | 2      | —     | —     | —      | —             | —             | —             | 8     | 2     | 2      | 0.25            |
| Jong PSV · Países Bajos           | Total club    | Total club    | 56    | 16    | 14     | 0     | 0     | 0      | 0             | 0             | 0             | 56    | 16    | 14     | 0.29            |
| PSV Eindhoven · Países Bajos      | 1.ª           | 2020-21       | 11    | 1     | 0      | 2     | 0     | 0      | 1             | 2             | 0             | 14    | 3     | 0      | 0.21            |
| Swansea City A. F. C. Inglaterra  | 2.ª           | 2021-22       | 22    | 11    | 4      | 2     | 2     | 0      | —             | —             | —             | 24    | 13    | 4      | 0.54            |
| Total carrera                     | Total carrera | Total carrera | 107   | 30    | 18     | 6     | 2     | 0      | 1             | 2             | 0             | 114   | 34    | 18     | 0.3             |
| 1. 2. 3. 4.                       |               |               |       |       |        |       |       |        |               |               |               |       |       |        |                 |

## Palmarés

### Títulos nacionales
| Título           | Club               | País       | Año  |
| ---------------- | ------------------ | ---------- | ---- |
| EFL Championship | Leeds United F. C. | Inglaterra | 2025 |

### Distinciones individuales
| Premio                                 | Año  |
| -------------------------------------- | ---- |
| Goleador del Campeonato Europeo sub-19 | 2017 |